# VII з'їзд Комуністичної партії Молдавії
VII з'їзд Комуністичної партії Молдавії — з'їзд Комуністичної партії Молдавії, що відбувся 28—29 січня 1958 року в місті Кишиневі.

## Порядок денний з'їзду
1. Звіт ЦК КПМ
2. Звіт Ревізійної Комісії КПМ
3. Вибори керівних органів КПМ.

## Керівні органи партії
Обрано 91 члена ЦК КПМ, 35 кандидатів у члени ЦК КПМ та 19 членів Ревізійної Комісії КПМ.

### Члени Центрального комітету КП Молдавії
- Абашкін Сергій Федорович — 1-й секретар Каушанського райкому КПМ
- Аленицький Григорій Лук'янович — військовослужбовець
- Андрейчук Ганна Тимофіївна — директор Кишинівської швейної фабрики № 1
- Аніканов Іван Михайлович — завідувач відділу партійних органів ЦК КПМ
- Антипов Володимир Васильович — 1-й секретар Слободзейського райкому КПМ
- Антосяк Георгій Федорович — заступник голови Ради міністрів Молдавської РСР, голова Держплану РМ Молдавської РСР
- Афонін Іван Михайлович — військовослужбовець
- Афтенюк Герман Трохимович — 1-й секретар Карпіненського райкому КПМ
- Багрін Т.М. —
- Батушкін Василь Єгорович — 1-й секретар Рибницького райкому КПМ
- Берекет Володимир Федорович — 1-й секретар Тирновського райкому КПМ
- Бєляєв Петро Андрійович — міністр торгівлі Молдавської РСР
- Бєляєва Марія Василівна — голова колгоспу імені Мічуріна Дубосарського району
- Богдан Ганна Володимирівна — доярка колгоспу «Правда» Глодянського району
- Бодюл Іван Іванович — слухач Вищої партійної школи при ЦК КПРС
- Буга Василь Гаврилович — 1-й секретар ЦК ЛКСМ Молдавії
- Буков Єміліан Несторович — письменник
- Василатій Іван Дем'янович —голова колгоспу імені Леніна села Чобручі Тираспольського району
- Васильєв Вадим Миколайович — 1-й секретар Дубосарського райкому КПМ
- Вердиш Дмитро Іванович — 1-й секретар Котовського райкому КПМ
- Волнянський Кирило Віссаріонович — 1-й секретар Чадир-Лунзького райкому КПМ
- Воробйов Павло Федотович — завідувач відділу промисловості і транспорту ЦК КПМ
- Гапонов Микола Єгорович — 1-й секретар Вулканештського райкому КПМ
- Гладкий Дмитро Спиридонович — 2-й секретар ЦК КПМ
- Голощапов Василь Іванович — 1-й секретар Кам'янського райкому КПМ
- Голубицький Олександр Олександрович — редактор газети «Советская Молдавия».
- Грекул Андрій Васильович — директор Кишинівського державного педагогічного інституту імені Крянге
- Гросул Яким Сергійович — голова президії Молдавської філії Академії наук СРСР
- Дарієнко Петро Степанович — редактор газети «Молдова сочіалісте»
- Дьєур Михайло Пилипович — 1-й секретар Теленештського райкому КПМ
- Діордиця Олександр Пилипович — голова Ради Міністрів Молдавської РСР
- Дудко Веніамін Іларіонович — завідувач сільськогосподарського відділу ЦК КПМ
- Дудник Микола Трохимович — 1-й секретар Бендерського міськкому КПМ
- Дурноп'янов Іван Леонтійович — 1-й секретар Страшенського райкому КПМ
- Дьомін Михайло Микитович —
- Євстратьєв Терентій Максимович — 1-й секретар Каларашського райкому КПМ
- Єгорова Н.М. — директор Тираспольського консервного заводу імені Ткаченка
- Єпур Федір Семенович — 1-й секретар Оргіївського райкому КПМ
- Єфимов Сергій Петрович — заступник голови Ради міністрів Молдавської РСР, міністр сільського господарства Молдавської РСР
- Ілляшенко Кирило Федорович — завідувач відділу науки, шкіл і культури ЦК КПМ
- Іорданов Яків Степанович —редактор газети «Колхознікул Молдовей»
- Казанір Яким Семенович — прокурор Молдавської РСР
- Катаєв Спиридон Олексійович — 1-й секретар Єдинецького райкому КПМ
- Квасов Григорій Васильович —
- Кодіца Йон Сергійович — голова Президії Верховної Ради Молдовської РСР
- Корна Микола Мефодійович — 1-й секретар Глодянського райкому КПМ
- Косоруков Анатолій Степанович — 1-й секретар Тираспольського райкому КПМ
- Коханський Василь Іванович — 1-й секретар Атацького райкому КПМ
- Кранга Петро Федорович — завідувач відділу адміністративних і торгово-фінансових органів ЦК КПМ
- Крачун Агрипина Микитівна — заступник голови Ради міністрів Молдавської РСР
- Крижановський Валер'ян Іванович — 1-й секретар Бельцького райкому КПМ
- Лазарев Артем Маркович — міністр культури Молдавської РСР
- Лихвар Василь Георгійович — 1-й секретар Тираспольського міськкому КПМ
- Медведєв Олексій Іванович — завідувач відділу пропаганди і агітації ЦК КПМ
- Мельник Олександр Антонович — 1-й секретар Дрокіївського райкому КПМ
- Михайлов Іван Дмитрович — 1-й секретар Комратського райкому КПМ
- Наговіцин С.П. — слюсар кишинівського заводу «Автодеталь»
- Носач В.П. —
- Оборотов Василь Ілліч — начальник Молдавської залізниці
- Олійник Андрій Іванович — голова Молдавської республіканської ради профспілок
- Орєшкін Микола Васильович — начальник Управління виноробної промисловості Молдавської Ради народного господарства
- Папуров Антон Іванович — голова колгоспу імені Леніна Чадир-Лунзького району
- Полєтаєв Петро Іванович — 1-й секретар Леовського райкому КПМ
- Полікарп Василь Андрійович — машиніст паровозного депо станції Бельци
- Попов Петро Тимофійович — 1-й секретар Флорештського райкому КПМ
- Постовий Євген Семенович — міністр освіти Молдавської РС
- Потапов Семен Іванович — 1-й секретар Ришканського райкому КПМ
- Прокопенко Андрій Васильович — голова Комітету державної безпеки при Раді міністрів Молдавської РСР
- Романов Мойсей Петрович — міністр внутрішніх справ Молдавської РСР
- Селезньов Олександр Васильович — 1-й секретар Липканського райкому КПМ
- Селівестров Василь Якович — 1-й секретар Кишинівського міськкому КПМ
- Сердюк Зиновій Тимофійович — 1-й секретар ЦК КПМ
- Сидоренко Сергій Степанович —1-й секретар Бельцького міськкому КПМ
- Сидоров Михайло Іванович — директор Кишинівського сільськогосподарського інституту імені Фрунзе
- Скульський Георгій Петрович — начальник управління будівництва Молдавської Ради народного господарства
- Скуртул Максим Васильович — секретар ЦК КПМ
- Смирнов Леонід Павлович — 1-й секретар Унгенського райкому КПМ
- Сорочан Євгенія Григорівна — голова колгоспу «Вяца ноуе» Флорештського району
- Старостенко Микола Тихонович — директор Кишинівського медичного інституту
- Стинга Мойсей Олексійович — 1-й секретар Бендерського райкому КПМ
- Танасевський Борис Захарович — голова Кишинівського міськвиконкому
- Ткач Дмитро Григорович — секретар ЦК КПМ
- Токарєв Іван Мойсейович — 1-й секретар Окницького райкому КПМ
- Усик Павло Васильович — заступник голови Ради міністрів Молдавської РСР
- Утка Олександр Захарович — 1-й секретар Братушанського райкому КПМ
- Форш Анатолій Федорович — 1-й секретар Резинського райкому КПМ
- Царанов Степан Васильович — директор Вищої партійної школи при ЦК КПМ
- Цуркан Кирило Іванович — заступник голови Молдавської Ради народного господарства
- Чурбанов Ізосим Квінтельянович — 1-й секретар Криулянського райкому КПМ
- Шпак Леонтій Омелянович — голова Партійної комісії при ЦК КПМ
- Щолоков Микола Онисимович — голова Молдавської Ради народного господарства, заступник голови Ради міністрів Молдавської РСР

### Кандидати у члени Центрального комітету КП Молдавії
- Алексєєв Іван Ілліч — голова Рибницького райвиконкому
- Бутнар І.С. — 1-й секретар Ніспоренського райкому КПМ
- Вершкова Броніслава Степанівна — бригадир тракторної бригади 2-ї Кишкаренської МТС
- Володько Антон Євгенович — 1-й секретар Тараклійського райкому КПМ
- Динга Г.М. —
- Дороганич Олександр Деонісович — 1-й секретар Чимишлійського райкому КПМ
- Коваль Іван Несторович —секретар Молдавської республіканської ради профспілок
- Ковальський З.В. —голова колгоспу імені Сталіна Окницького району
- Колежук Олександр Тихонович — начальник Управління матеріально-технічного постачання Молдавської Ради народного господарства
- Кольга Іларіон Федотович — військовослужбовець
- Лешан Іван Григорович — голова Флорештського райвиконкому
- Лупан Андрій Павлович — письменник, голова правління Спілки радянських письменників Молдавської РСР
- Мар'ян П.Д. — голова колгоспу «Перемога» Тираспольського району
- Матвєєнко Дмитро Дмитрович — слюсар 3-ї Бендерської дистанції шляху Молдавської залізниці
- Міщенко Дмитро Іванович — голова колгоспу імені Леніна села Паркани Тираспольського району
- Молдован Василь Кирилович — 1-й секретар Фалештського райкому КПМ
- Ноздрін Михайло Миронович —
- Попов Олександр Лазарович — агроном колгоспу «Біруїнца» Страшенського району
- Самойлов М.Л. — 1-й секретар Кагулського райкому КПМ
- Сєдова Ганна Терентіївна — голова Атацького райвиконкому
- Стафєєв Н.Ф. —
- Стойко Іван Никифорович — голова колгоспу імені Сталіна Бельцького району
- Троян Тимофій Іванович — міністр промисловості будівельних матеріалів Молдавської РСР
- Утков А.Г. — завідувач особливого сектора ЦК КПМ
- Фомін Василь Михейович — 2-й секретар ЦК ЛКСМ Молдавії
- Хіора Марія Іванівна — свинарка колгоспу «Біруїнца» Вулканештського району
- Хренов В.А. —
- Целиков С.Г. —
- Чакір Яків Миронович — директор Арнонештської МТС Атацького району
- Чекір Домна Захарівна —
- Чернявський Микола Дмитрович — голова Державного науково-технічного комітету РМ Молдавської РСР
- Чорба Микола Григорович —
- Шехватов Борис Матвійович — головний редактор журналу «Коммунист Молдавии»
- Швець Броніслав Йосипович — голова Братушанського райвиконкому
- Шутиков Ілля Панасович — начальник будівництва Дубосарської ГЕС

### Члени Ревізійної комісії КП Молдавії
- Арпентьєв Володимир Олександрович — міністр фінансів Молдавської РСР
- Бордовіцин Олександр Федорович —
- Галущенко С.І. —
- Гербст Валентин Петрович — секретар Кишинівського міськкому КПМ
- Горчак С.А. —
- Гриньов Н.А. —
- Гузун К.А. — голова колгоспу імені Карла Маркса Слободзейського району
- Гушкан Арефа Лукич — голова Теленештського райвиконкому
- Дячков Анатолій Іванович — голова Ради промислової кооперації Молдавської РСР
- Киріяк Георгій Феодосійович —міністр соціального забезпечення Молдавської РСР
- Климанов Василь Іванович —
- Кожухар Семен Тимофійович — заступник завідувача відділу партійних органів ЦК КПМ
- Коротнян Василь Спиридонович —
- Лунгу Леонід Емануїлович — міністр юстиції Молдавської РСР
- Паскаль Трохим Іванович — секретар Президії Верховної Ради Молдовської РСР, голова Ревізійної комісії
- Пержан Дмитро Григорович —
- Сімченко Є.Ф. —
- Хриптулов Микола Іванович — 1-й секретар Лазовського райкому КПМ
- Чеботар Варфоломій Ісидорович —голова Карпіненського райвиконкому